# Cargolet d'Apolinar
El cargolet d'Apolinar (Cistothorus apolinari) és una espècie d'ocell de la família dels troglodítids (Troglodytidae).
Habita praderies pantanoses al departament de Boyacá i Cundinamarca, a Colòmbia.